# آلبرت بیتمن
آلبرت بیتمن (انگلیسی: Albert Bateman; ۱۳ ژوئن ۱۹۲۴ – ۲۳ آوریل ۲۰۲۰) بازیکن فوتبال اهل بریتانیا بود.
از باشگاه‌هایی که در آن بازی کرده‌است می‌توان به باشگاه فوتبال هادرزفیلد تاون اشاره کرد.